# Escolha pública
A escolha pública ou teoria da escolha pública é um ramo da teoria econômica em que os conceitos da economia de mercado são aplicados à política e aos serviços públicos. Assim, na ciência política, a escolha pública critica a visão romântica de que o político é um servidor altruísta do interesse público em geral, substituindo-a por uma abordagem mais consentânea com o comportamento humano. Em vez de conceder aos políticos um tratamento especial, a escolha pública os trata como meros agentes humanos que priorizam a satisfação do seu autointeresse.

## História

### Precursores
Apesar de David Hume e Adam Smith lançarem perguntas importantes sobre o funcionamento do processo político, "a origem mais direta da Escolha Pública moderna remonta ao pensamento de dois matemáticos franceses do século XVIII sobre a mecânica dos votos". Em 1785, o Marquês de Condorcet notou o problema da circularidade (paradoxo de Condorcet). Em 1781, Jean-Charles de Borda propôs um sistema no qual as pessoas classificam as opções ou candidatos, e seus votos serão ponderados de acordo.
Um século depois os textos dos matemáticos foram redescobertos por Charles Dodgson, que propôs, em 1876, um complexo sistema para superar o paradoxo de Condorcet. O artigo de 1896, de Knut Wicksell, sobre a distribuição justa de impostos é outro texto-chave por demonstrar que uma maioria no poder poderia transferir injustamente o peso da tributação para uma minoria.

### Fundadores
A divulgacão em lingua inglesa da ideias de Borda e Condorcet foram feitas pelo economista escocês Duncan Black, em 1948. De acordo com Eamonn Butler, os seus estudos sobre os matemáticos franceses o tornam, provavelmente, o fundador da moderna Escolha Pública. Sua contribuição mais importante foi o "teorema do eleitor mediano". Para ele, os partidos possuem uma tendência ao centro, pois é no centro que está a maioria dos eleitores.
Em 1951, o economista norte-americano Kenneth Arrow contribuiu com o seu "teorema da impossibilidade", mostrando que não há um sistema democrático que garanta as preferências dos votantes.
Um aluno de Arrow, Anthony Downs também escreveu sobre o eleitor mediano, mas ficou mais famoso pela sua ideia de que a ignorância dos eleitores é racional. O esforço em estar informado sobre os candidatos não compensa, pois um único voto não tem chance de alterar o resultado de eleições. A apatia geral, entretanto, favorece grupos de interesse bem organizados.

#### Buchanan e Tullock
Os pensadores de maior destaque da Escolha Pública, Gordon Tullock e o prêmio Nobel James McGill Buchanan Jr., publicaram em 1962 The Calculus of Consent, a obra que estabeleceu a escolha pública como um ramo da economia. No livro, examinam o fenômeno da troca de favores e contribuíram com a ideia de que o estágio constitucional precisa estar separado dos votos subsequentes. Foram eles que mostraram que além das falhas de mercado há as "falhas de governo".

## Ideias
Recentemente, Bryan Caplan criticou as escolhas dos eleitores e as decisões econômicas dos governantes em seu livro The Myth of Rational Voter, de 2007. Nele, Caplan mostra que ambas, escolhas e decisões, são inerentemente irracionais.

### Brasil
No Brasil, a Escolha Pública entrou para o vocabulário acadêmico nos anos 80, por meio do trabalho de Jorge Vianna Monteiro.

## Reconhecimento
Muitos acadêmicos da escolha pública foram agraciados com o Prêmio Nobel em Economia, incluindo James M. Buchanan (1986), George Stigler (1982), Gary Becker (1992), Vernon Smith (2002) e Elinor Ostrom (2009). Além disto, Vernon Smith e Elinor Ostrom foram presidentes da Public Choice Society.